# NGC 2668
NGC 2668 is een balkspiraalstelsel in het sterrenbeeld Lynx. Het hemelobject werd op 7 februari 1877 ontdekt door de Franse astronoom Édouard Jean-Marie Stephan.

## Synoniemen
- UGC 4616
- MCG 6-20-7
- ZWG 180.13
- NPM1G +36.0155
- IRAS 08460+3654
- PGC 24791